# Кремер, Симон Давидович
Симон (Семён) Давидович Кремер (10 февраля 1900 (30 января) — 1 ноября 1991) — советский военачальник и военный разведчик, гвардии генерал-майор танковых войск (13.09.1944), Герой Советского Союза (23.08.1944).

## Биография
Родился в семье служащего. Еврей. В 1907—1910 годах учился в трехклассном еврейском училище. С 1911 по 1917 годы работал на частных предприятиях портным в Гомеле, Луганске, Харькове. В декабре 1917 вступил в Красную Гвардию, участвовал в боях против поднявшего мятеж 1-го Польского корпуса генерала И. Р. Довбор-Мусницкого, а затем и против германских интервентов. В феврале 1918 года был ранен в ногу в районе города Жлобин, эвакуирован в Гомель, где вместе с госпиталем оставлен на территории, оккупированной немецкой армией.
В ноябре 1918 года с приходом Красной Армии добровольно вступил в её ряды. Служил красноармейцем, командиром отделения, командиром взвода в карательном взводе в Гомельской губернии. С сентября 1920 года был помощником начальника войск Гомельского района. Воевал на Западном фронте. В 1921 году был помощником начальника милиции и военным комендантом города Новая Белица. В 1919 году вступил в РКП(б). В сентябре 1921 года направлен на учёбу.
В 1922 году окончил Военный факультет Коммунистического университета имени Я. М. Свердлова. После его окончания находился на политработе в армии, с сентября 1922 года — помощник военкома 5-й Кубанской кавалерийской бригады, с января 1923 по 1925 год — ответственный секретарь партийного бюро 25-го кавалерийского полка. В 1926 году окончил Кавалерийские курсы усовершенствования командного состава. С августа 1926 года — командир взвода краткосрочников в 4-й кавалерийской дивизии Ленинградского военного округа. В мае 1931 года направлен учиться в академию.
В 1934 году окончил Основной факультет Военной академии РККА имени М. В. Фрунзе. В мае 1934 года — сентябре 1936 года — старший помощник начальника 1-го (оперативного) отдела штаба — начальник разведки 11-го механизированного корпуса Забайкальского военного округа.
В сентябре 1936 года — январе 1937 года состоял в распоряжении Разведывательного управления РККА (под псевдонимами «Александр», «Сергей»). В январе 1937 года — августе 1942 года — секретарь военного атташе СССР в Англии. Под прикрытием этой должности работал в лондонской резидентуре советской военной разведки. Ему удалось завербовать несколько ценных агентов, наиболее значимым из которых был начальник разведывательного отдела военного министерства правительства Чехословакии в изгнании полковник Франтишек Моравец. Через агента «Соню» (Урсулу Кучински) поддерживал связь с учёным-атомщиком Клаусом Фуксом, получив от него значительный объём информации, необходимый для развёртывания советского атомного проекта.
После возвращения в СССР в августе 1942 года — начальник Западного факультета Военного института иностранных языков. В феврале-июне 1943 года учился на академических курсах усовершенствования офицерского состава при Военной академии механизации и моторизации РККА имени И. В. Сталина.
С июля 1943 года — участник Великой Отечественной войны, будучи назначен заместителем командира 24-й гвардейской механизированной бригады 7-го гвардейского механизированного корпуса на Брянском и Центральном фронтах. Участвовал в Курской битве, Орловской, Черниговско-Полтавской, Нижнеднепровской наступательных операциях. Был тяжело ранен.
С февраля 1944 года исполнял должность командира (утверждён в должности 10 марта этого года) 8-й гвардейской механизированной бригады 3-го гвардейского механизированного корпуса на 3-м Белорусском и на 1-м Прибалтийском фронтах.
Командир 8-й гвардейской механизированной бригады (3-й гвардейский механизированный корпус, 1-й Прибалтийский фронт) гвардии полковник Симон Кремер проявил исключительную отвагу в ходе Белорусской стратегической наступательной операции, в июле — августе 1944 года умело руководил боями бригады при овладении Шяуляем (Литва) и Елгавой (Латвия) и выходе к Балтийскому морю.

Командир гвардейской мехбригады полковник С. Д. Кремер, выполняя приказ, с утра 30 июля устремился на Тукумс. Уничтожая мелкие фашистские подразделения и полицейские формирования, бригада прошла 60 километров и с ходу ворвалась в Тукумс. В результате короткого, но ожесточённого боя город был освобождён. Кремер выслал передовой отряд, который в районе рыбацкого посёлка Клапкали вышел на побережье Рижского залива, перерезав последнюю сухопутную коммуникацию группы армий «Север». Семён Давыдович Кремер был удостоен звания Героя Советского Союза.
— Герой Советского Союза  Маршал Советского Союза   Баграмян И.Х.  Так  шли мы к победе. -  М: Воениздат, 1977.- С.382.

Указом Президиума Верховного Совета СССР от 23 августа 1944 года 
за образцовое выполнение боевых заданий Командования на фронте борьбы с немецкими захватчиками и проявленные при этом отвагу и геройство
 гвардии полковнику Кремеру Симону Давидовичу присвоено звание Героя Советского Союза с вручением ордена Ленина и медали «Золотая Звезда» (№ 5130).
После этой операции участвовал в Прибалтийской наступательной операции, в которой был тяжело ранен 16 сентября 1944 года в обе ноги. Находился на излечении в Центральном военном госпитале, ноги врачи госпиталя ему спасли.
С 26 января 1945 года — вновь на фронте, заместитель командира 3-го гвардейского механизированного корпуса по строевой части. До конца войны корпус действовал на 1-м Прибалтийском, 2-м Прибалтийском и Ленинградском фронтах, вёл боевые действия против курляндской группировки немецких войск. Летом 1945 года передислоцирован в Монголию, в составе войск Забайкальского фронта участвовал в советско-японской войне 1945 года (Хингано-Мукденская наступательная операция), освобождая Северо-Западный Китай от японских милитаристов.
После войны продолжал службу в Советской армии. С 22 апреля 1946 по 15 декабря 1952 года — командир 5-й гвардейской механизированной дивизии (Туркестанский военный округ). Затем был направлен на учёбу и в 1952 году окончил Высшие академические курсы при Высшей военной академии имени К. Е. Ворошилова. С 22 мая 1953 года — заместитель командира по бронетанковым и механизированным войскам 24-го гвардейского стрелкового корпуса (в январе 1954 года должность переименована в помощника командира корпуса по бронетанковой технике). С января 1956 года в запасе по болезни.
Жил в городе-герое Одессе. Скончался 1 ноября 1991 года. Похоронен в Одессе на Таировском кладбище.

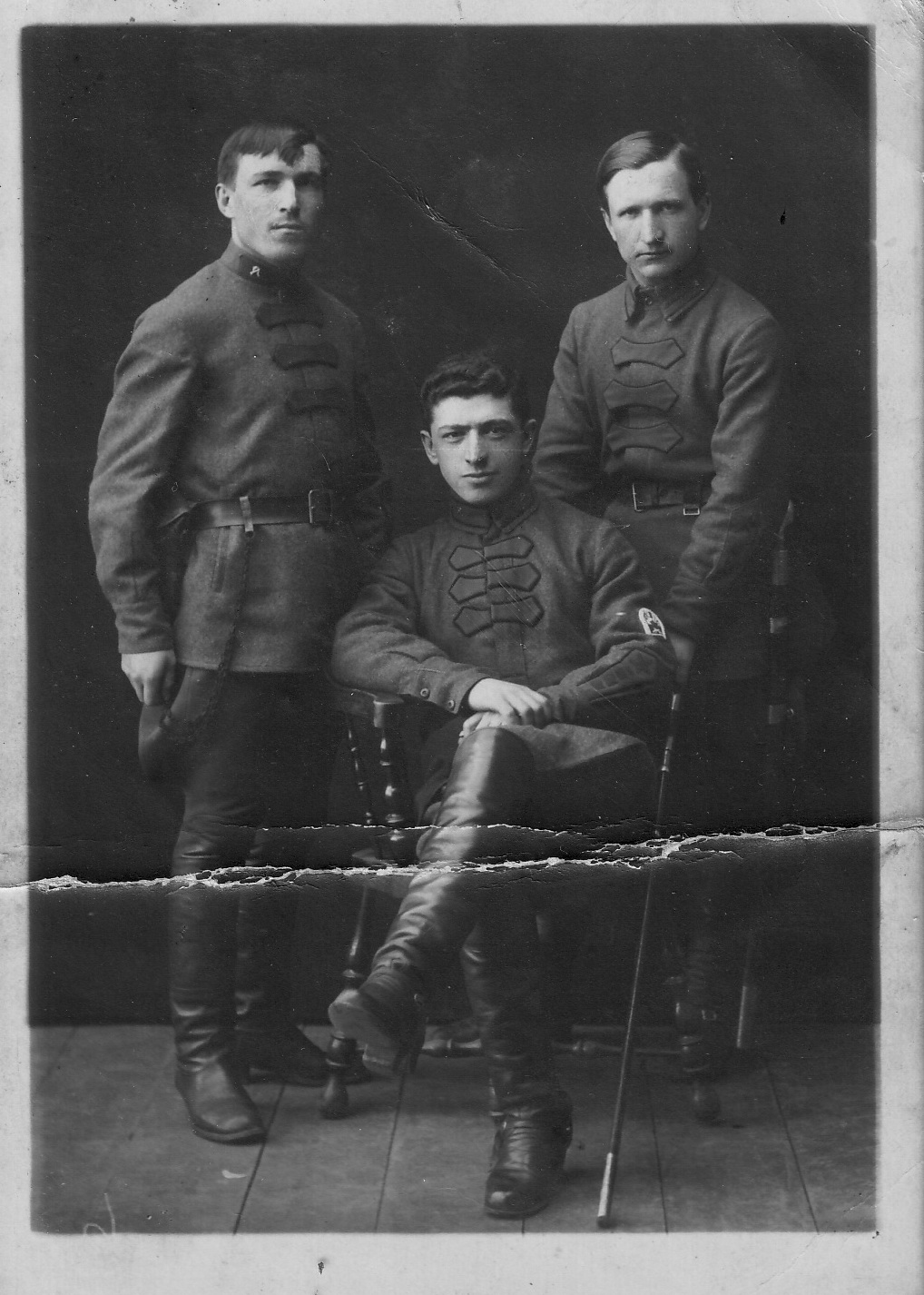
20.05.1924г. Кремер Симон, Индзяр Арнольд, Выдрин Василий.
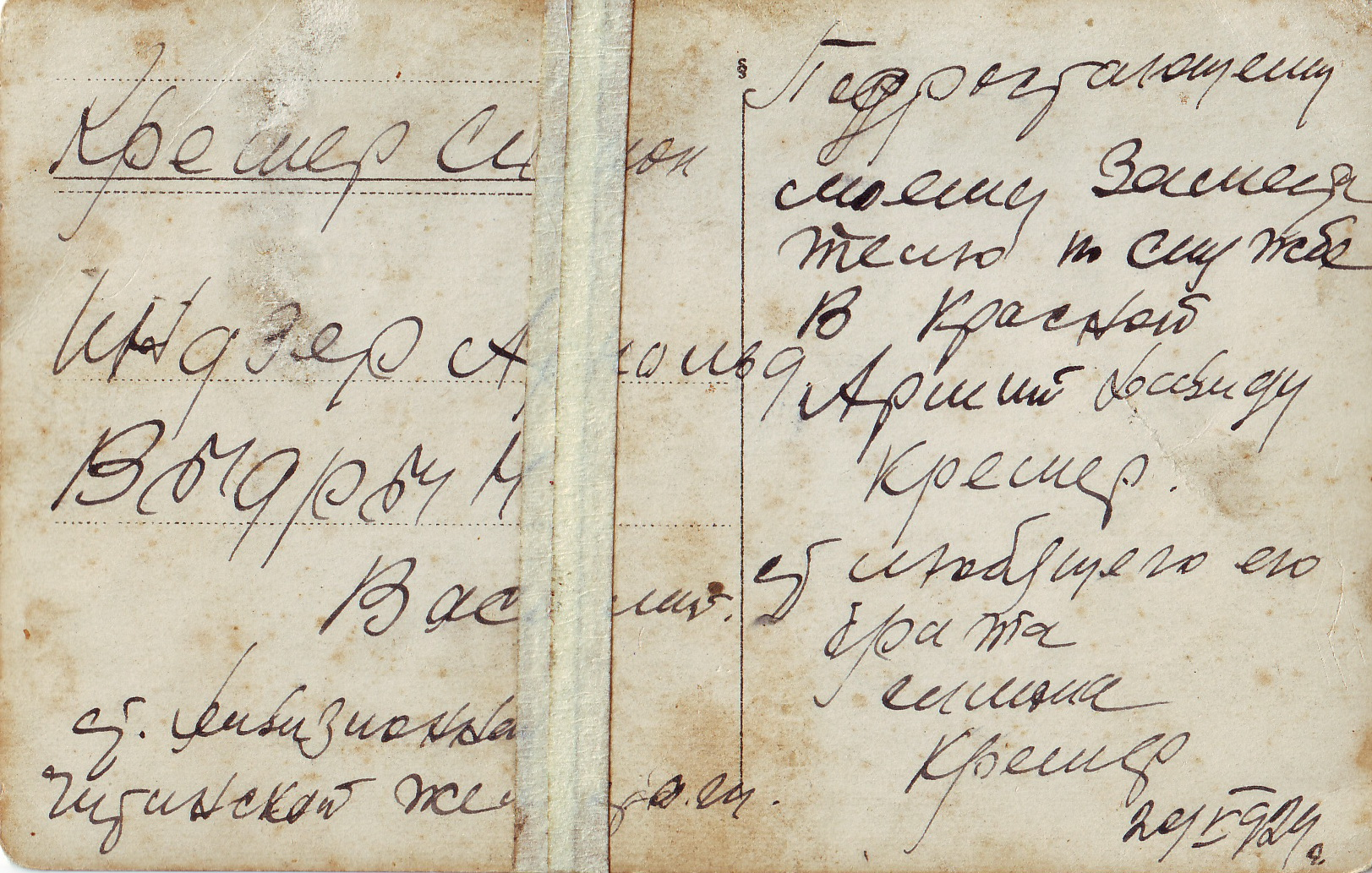
Оборотная сторона фотографии.
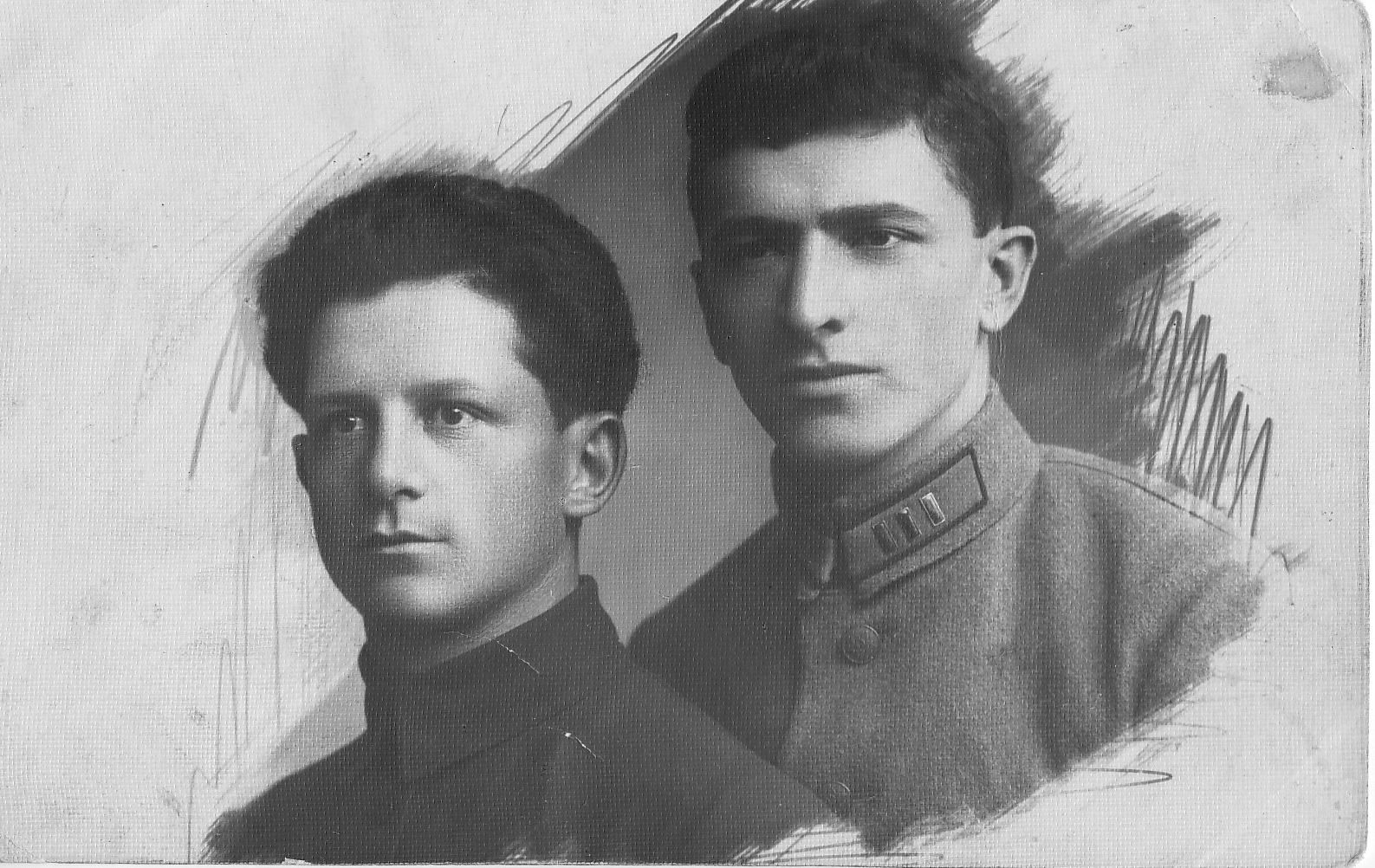
1925(27)г. Белоруссия, Гомель. С другом детства Мишей Амроминым (убит на Курской дуге в 1943 году).
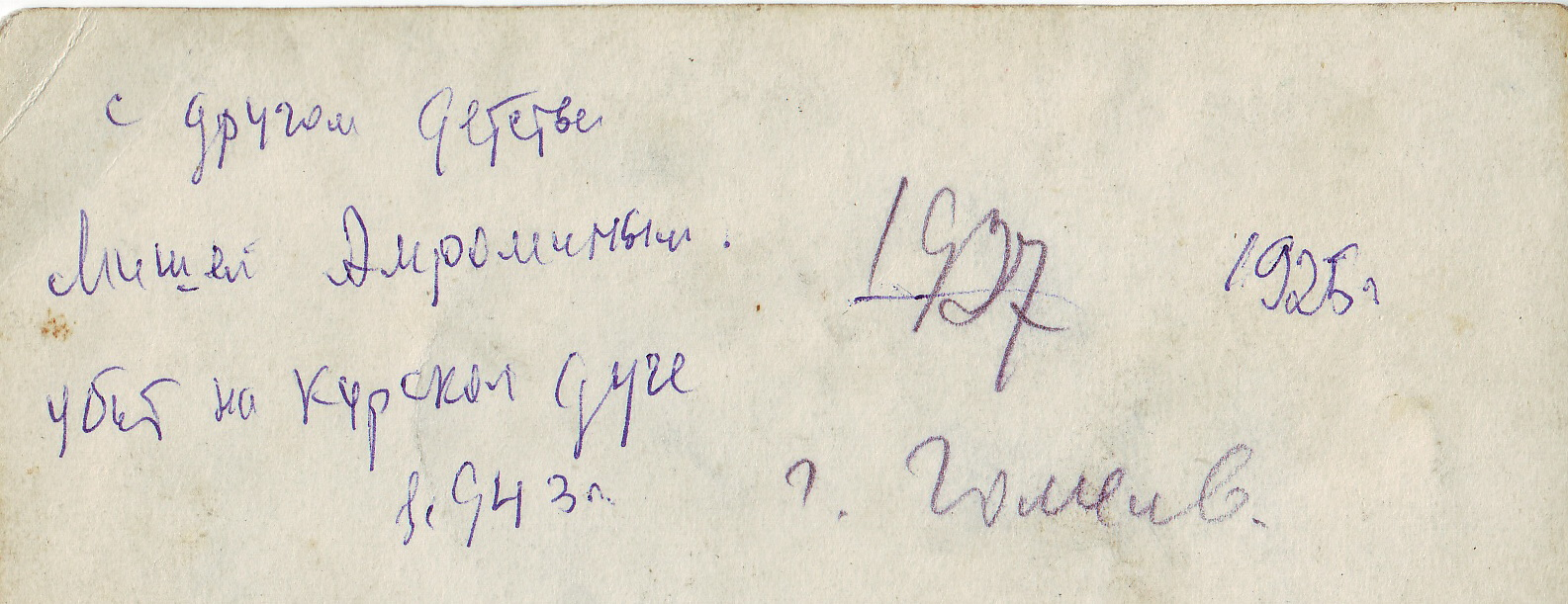
Оборотная сторона фотографии.
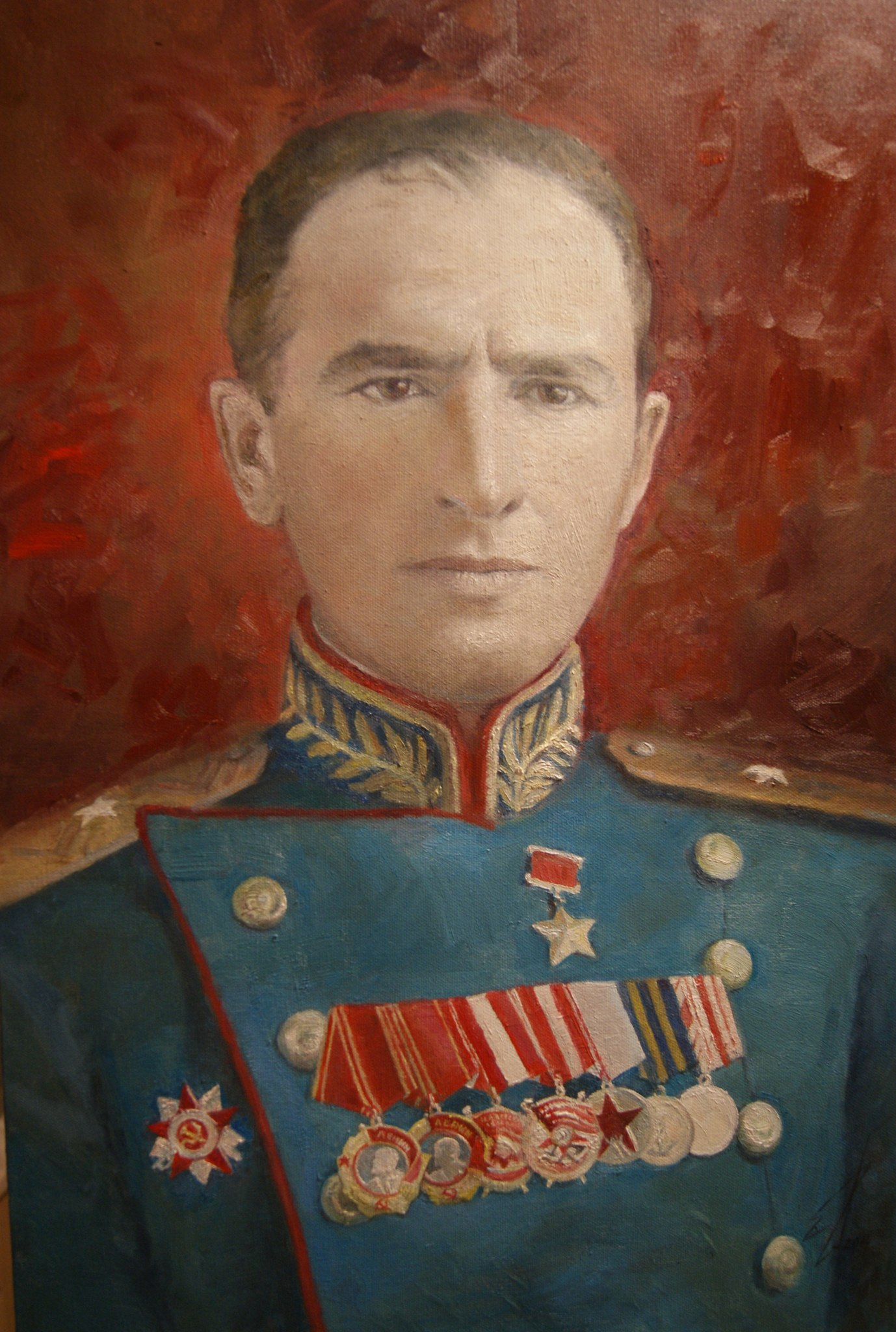
Портрет Кремер С. Д.. Художник: Брянцева Екатерина.

## Воинские звания
- Капитан (1935)
- Майор (1938)
- Полковник (20.02.1940)
- Генерал-майор танковых войск (14.09.1944)

## Награды и почётные звания
- Герой Советского Союза (23.08.1944)
- Два ордена Ленина (23.08.1944, 21.02.1945)
- Три ордена Красного Знамени (7.07.1944, 3.11.1944, ...)
- Орден Отечественной войны I степени (11.03.1985)
- Орден Отечественной войны II степени (18.10.1943)
- Орден Красной Звезды
- Медали
- Почётный гражданин городов Молодечно Минской области Республики Беларусь и города Тукумс Латвийской Республики.

## Память
- Стела в честь С. Д. Кремера установлена на Аллее Героев в Гомеле (ул. Советская)[5][6].